# 名古屋経済大学
名古屋経済大学（なごやけいざいだいがく、英語: Nagoya University of Economics、公用語表記: 名古屋経済大学）は、愛知県犬山市内久保61-1に本部を置く日本の私立大学。1907年創立、1979年大学設置。大学の略称は名経、名経大、NUE、NKU。

## 沿革
- 1907年 - 名古屋女子商業学校（現名古屋経済大学市邨高等学校）設立の認可を得、5月に開校。
- 1965年 - 市邨学園短期大学開学。商経科、家政科を設置する。
- 1969年 - 市邨学園短期大学に保育科を設置。
- 1979年 - 市邨学園大学として開学。経済学部消費経済学科を設置。
- 1983年 - 市邨学園大学を名古屋経済大学に改称し、男女共学化。経済学部に経営学科を設置。
- 1988年 - 市邨学園短期大学に英語科を設置。
- 1990年 - 市邨学園短期大学家政科を生活文化学科に改称し、生活文化学科に生活文化専攻、食物栄養専攻を設置。
- 1991年 - 名古屋経済大学に法学部企業法学科を設置。
- 1999年 - 法学部に国際関係法学科を設置。
- 2000年 - 名古屋経済大学大学院法学研究科法学専攻修士課程、企業法学専攻博士後期課程を設置。
- 2002年 - 経済学部の消費経済学科を現代経済学科に改称。経済学部経営学科を経営学部経営学科に改組。大学院に会計学研究科会計学専攻修士課程を設置。市邨学園短期大学を名古屋経済大学短期大学部と改称し、男女共学化。短期大学英語科を現代コミュニケーション学科に改組する。
- 2003年 - 法学部の企業法学科、国際関係法学科を法学科に改組。
- 2005年 - 人間生活科学部幼児保育学科、管理栄養学科を設置。短期大学部の商経科、現代コミュニケーション学科を統合し、キャリアデザイン学科に改組する。
- 2006年 - 短期大学部生活文化学科を募集停止。
- 2007年 - 大学院人間生活科学研究科を開設し、幼児保育専攻、栄養管理学専攻を設置(ともに修士課程)。会計学研究科に会計学専攻博士後期課程を設置。
- 2008年 - 人間生活科学部幼児保育学科を教育保育学科に改称。
- 2011年 - 法学部法学科を法学部ビジネス法学科に改称。
- 2015年 - 英語表記を"Nagoya Keizai University"から"Nagoya University of Economics"へ改称。

## 基礎データ

### 所在地
犬山キャンパス（本部）
- 愛知県犬山市内久保61-1
  - 名鉄小牧線田県神社前駅から徒歩

名駅サテライトキャンパス
- 愛知県名古屋市中村区名駅4丁目25-13
  - 名古屋駅から徒歩

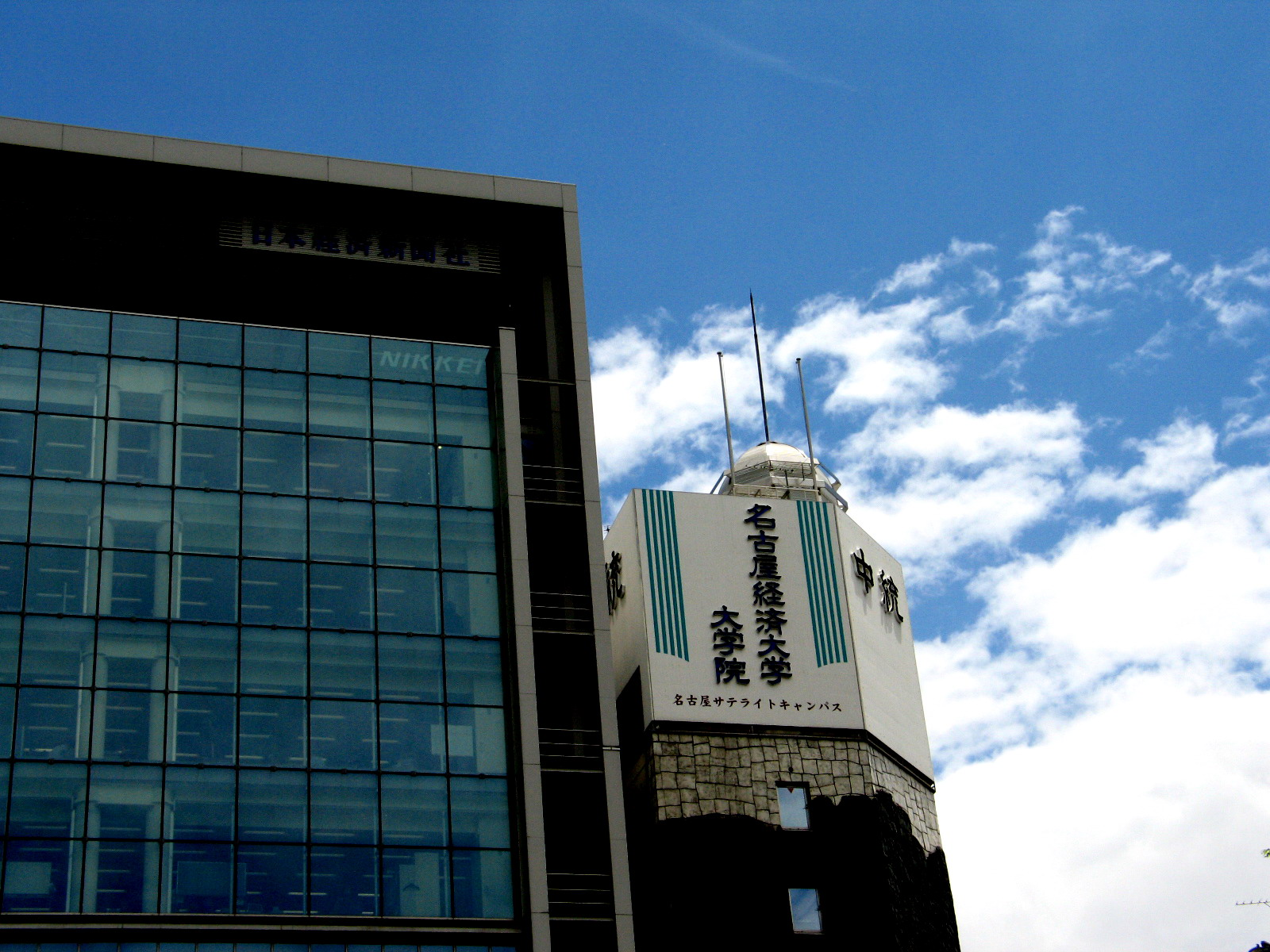
中統奨学館ビルにある名古屋サテライトキャンパスの看板
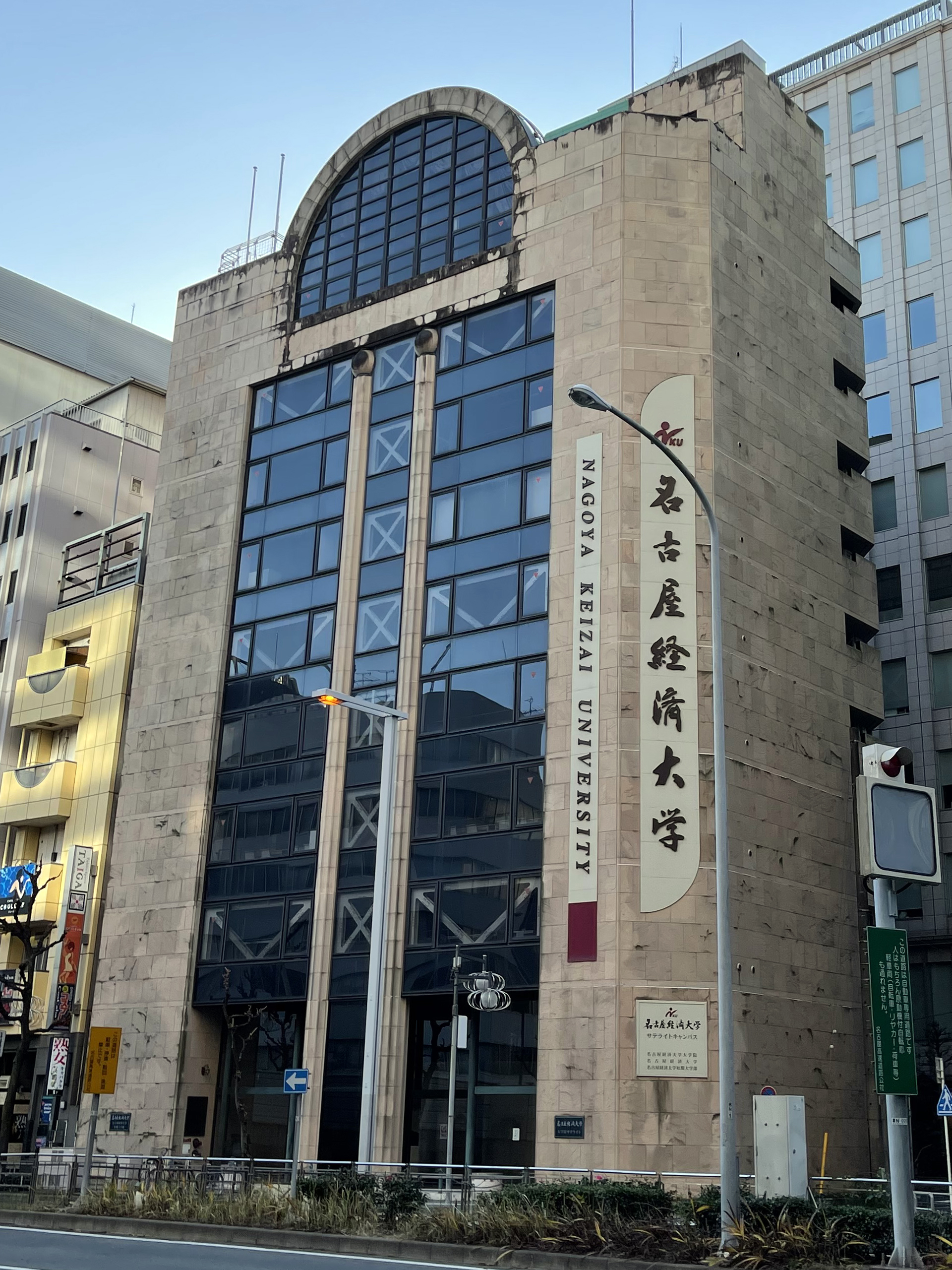
名駅サテライトキャンパス

## 設置学部・大学院研究科

### 学士課程
- 経済学部
  - 現代経済学科
- 経営学部
  - 経営学科
- 法学部
  - ビジネス法学科
- 人間生活科学部
  - 教育保育学科
  - 管理栄養学科
- 短期大学部
  - 保育科
  - キャリアデザイン学科

### 大学院
- 法学研究科（修士課程・博士後期課程）
  - 法学専攻
  - 企業法学専攻

法学専攻は修士課程、企業法学専攻は博士後期課程
- 会計学研究科（博士前期課程・博士後期課程）
  - 会計学専攻
- 人間生活科学研究科（修士課程）
  - 幼児保育学専攻
  - 栄養管理学専攻

## 附属施設

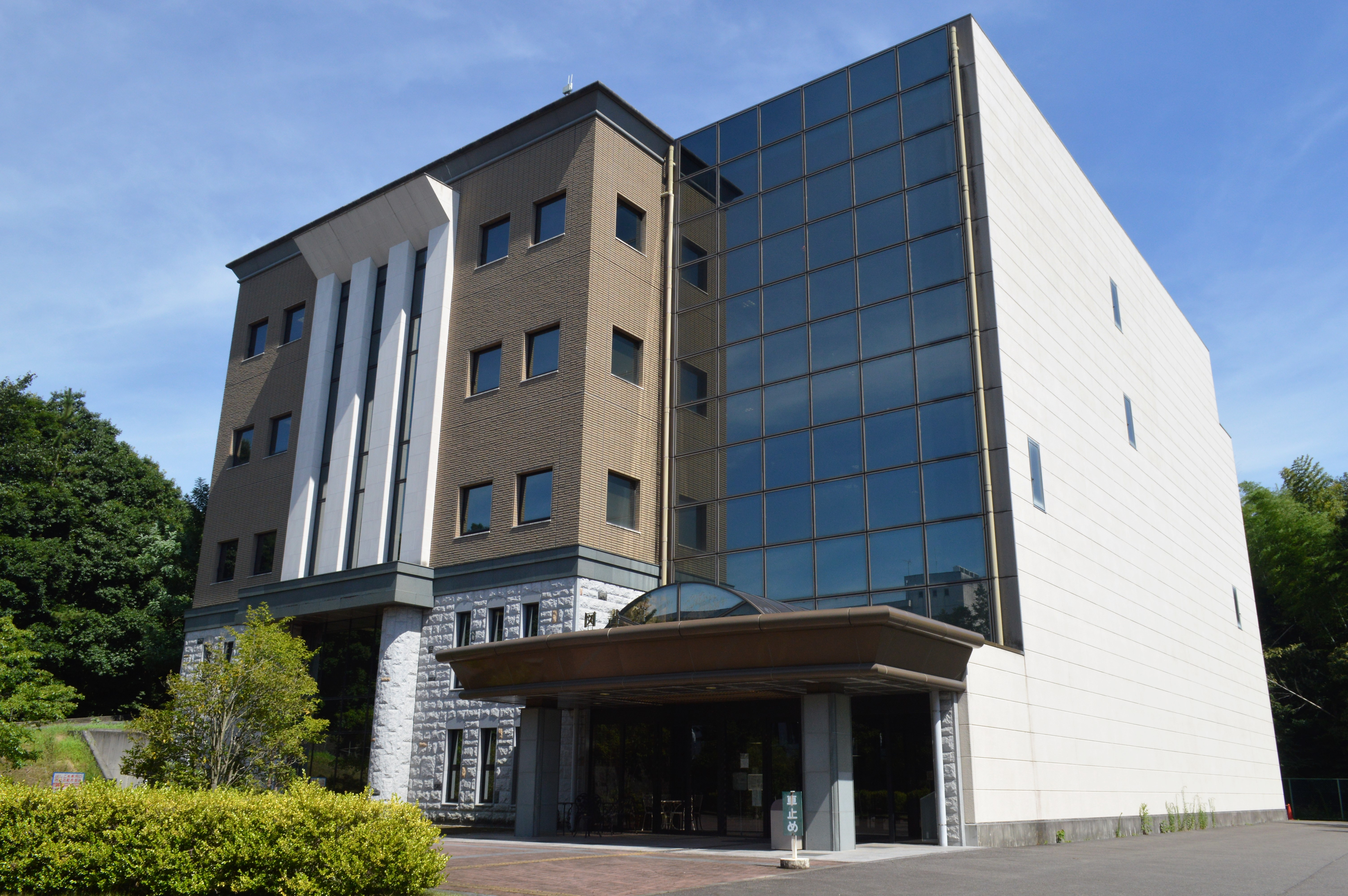
名古屋経済大学附属図書館

- 消費者問題研究所
- 企業法制研究所
- 発達臨床センター
- 臨床栄養センター
- 学術研究センター
- 附属図書館

## 対外関係

### 系列校
- 名古屋経済大学短期大学部
- 名古屋経済大学市邨中学校・高等学校
- 名古屋経済大学高蔵高等学校・中学校
- 名古屋経済大学附属市邨幼稚園

## クラブ・サークル
以下は文化系に所属する
- 学生自治会執行部
- 大学祭実行委員会

### 体育系
- ゴルフサークル
- ソフトテニス部
- バドミントン部
- ラグビー部
- 弓道部
- 硬式野球部
- 軟式野球部
- 女子バレーサークル
- 女子バスケットボールサークル
- 男子バレー部
- 男子バスケットボール部
- 剣道部
- 陸上競技部
- フットサルサークル
- サッカー部
- ソフトボール同好会サークル
- フリークライミングサークル
- 自動車部

### 文化系
- 名古屋経済大学学生自治会 名古屋経済大学短期大学部学生自治会
- 名経祭実行委員会
- ボランティアサークル
- エイサー部
- 軽音楽部
- 茶道部
- 児童文化研究会『わらべ』
- 漫画研究部
- 料理研究サークル
- ダーツサークル

## 学園祭
- 学園祭は「名経祭（めいけいさい）」と称し、毎年秋頃行われる。

## 学生寮
- 蓮池寮（男子寮）
- 久保一色寮（強化スポーツクラブ所属の男子寮）
- 呉竹寮（女子寮）

## 定期刊行物
- 名経大通信

## 大学関係者一覧
- 名古屋経済大学の人物一覧参照。